# Jaroměř (starý hrad)
Starý jaroměřský hrad je předpokládaný hrad, který stával v ústí Havlíčkovy ulice na náměstí Československé armády v Jaroměři. Jeho zbytky byly začleněny do kostela svatého Mikuláše, který je dnes chráněn jako kulturní památka České republiky.

## Historie
Hrad, jehož existence není zcela jistá, představoval nástupce jaroměřského hradiště, na místě jehož akropole byl vystavěn. Předpokládá se, že byl postaven koncem první poloviny třináctého století a zanikl na začátku čtrnáctého století, kdy byl na jeho místě založen kostel svatého Mikuláše. O hradu se nedochovala žádná písemná zpráva a informace o něm vychází z rozboru stavebních anomálií kostela provedeného Petrem Uličným. Jeho výsledky ale odmítli Martin Ježek a Jiří Slavík.

## Popis
Podle Tomáše Durdíka, který vycházel z rozboru Petra Uličného, mohl mít jaroměřský hrad podobu středoevropského kastelu. Dvoudílný hrad zaujímal místo akropole bývalého hradiště. V jeho těsném sousedství, nebo přímo hradem, vedla cesta do města. Východní část hradu stávala v místech, kde byl později postaven kostel. Pozůstatkem nádvorní strany západní části hradu by mohla být zeď západního průčelí kostela a dochovaná čtverhranná kostelní věž. Krypta kostela by mohla být pozůstatkem podsklepeného paláce. S hradem také může souviset mohutné zdivo domu čp. 1.